# Zelimchan Chusejnow
Zelimchan Chusejnow (ros. Зелимхан Хусейнов, azer. Zəlimxan Hüseynov; ur. 13 lipca 1981) – pochodzący z Dagestanu zapaśnik stylu wolnego (kat. 60 kg). Początkowo reprezentował Rosję, a od 2008 roku startuje w barwach Azerbejdżanu.
Największym jego sukcesem jest złoty medal mistrzostw Europy 2009 zdobyty w Wilnie. Startował w igrzyskach olimpijskich w Pekinie, gdzie zajął piąte miejsce, przegrywając brązowy medal z Irańczykiem Moradem Mohammadim w kategorii do 60 kg.
Pierwszy w Pucharze Świata w 2009 i 2011; trzeci w 2010, a czwarty w 2003. Trzeci na MŚ juniorów w 2001. Mistrz Europy juniorów w 1999 roku.